# Oxalis acetosella
L'acetosella dei boschi (Oxalis acetosella L.) è una pianta erbacea appartenente alla famiglia delle Oxalidacee, con ampio areale eurasiatico.

## Etimologia
Il nome del genere (Oxalis) deriva dal greco oxys (acuto o pungente) per il sapore acido della pianta e da hals (sale) per l'elevata quantità di acido ossalico.
Il nome comune della pianta (acetosella) deriva dal sapore acidulo (ma anche aspro) delle foglie usate anticamente come condimento per le insalate e che ricorda appunto l'aceto.

## Descrizione

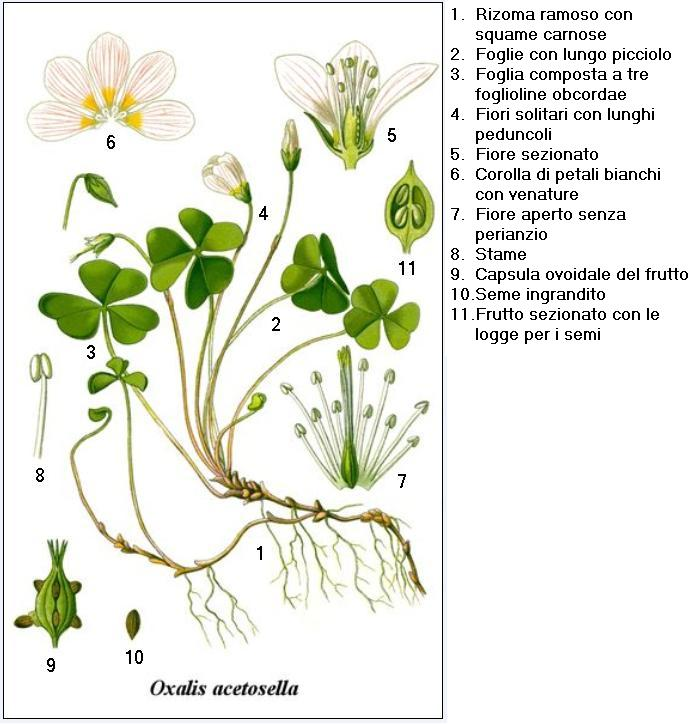
Descrizione delle varie parti della pianta

È una pianta geofita rizomatosa, leggermente pelosa, erbacea, perenne o biennale, acaule e le cui foglie e fiori sono inseriti direttamente su un rizoma strisciante. La pianta in sé è esile e per proteggersi durante la pioggia (o un forte vento) tende a ripiegarsi su sé stessa. Come altre piante primaverili, fiorisce precocemente prima che gli alberi sovrastanti emettano le foglie limitandole la luce del sole.

### Radici
Radici secondarie da rizoma.

### Fusto
- Parte ipogea: fusto sotterraneo perenne, rizomatoso, carnoso e bulboso. Presenta degli ingrossamenti dovuti alle guaine delle foglie morte. Questo fusto strisciando e dividendosi dicotomicamente (divisione 2 a 2) forma un continuo intreccio filiforme di maglie vegetative.
- Parte epigea: finisce direttamente in uno scapo floreale. Raramente a portamento completamente eretto.

### Foglie

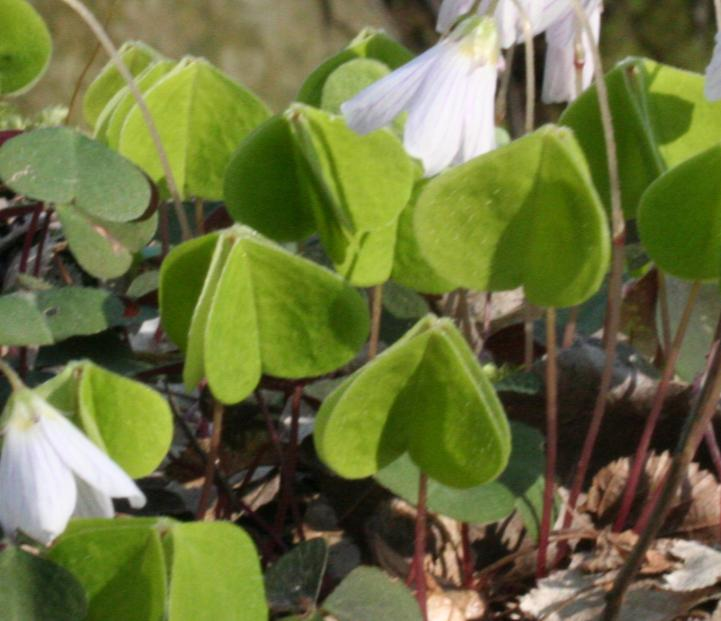
Foglie trilobate obcordate con picciolo arrossato

Le foglie sono tutte basali derivate dal ceppo radicale. Hanno un picciolo molto lungo arrossato e sono formate da tre foglioline obcordate cuoriformi. Sono inoltre presenti quattro nervi e il margine è intero (non dentellato). Alla base del picciolo si trovano due piccole stipole. Queste foglie hanno anche la particolarità, grazie a specifiche articolazioni, di contrarsi ed espandersi secondo le condizioni atmosferiche, oppure per rinchiudersi verso sera, oppure ancora per poter ricevere la giusta luce del sole durante le fasi della giornata. Infatti durante le ore più calde d'estate, essendo una pianta sciafila, le foglioline tendono a ripiegarsi lontano dai raggi del sole. Le foglie normalmente sopravvivono alla prima fioritura primaverile e continuano a riformarsi continuamente.

### Fiori

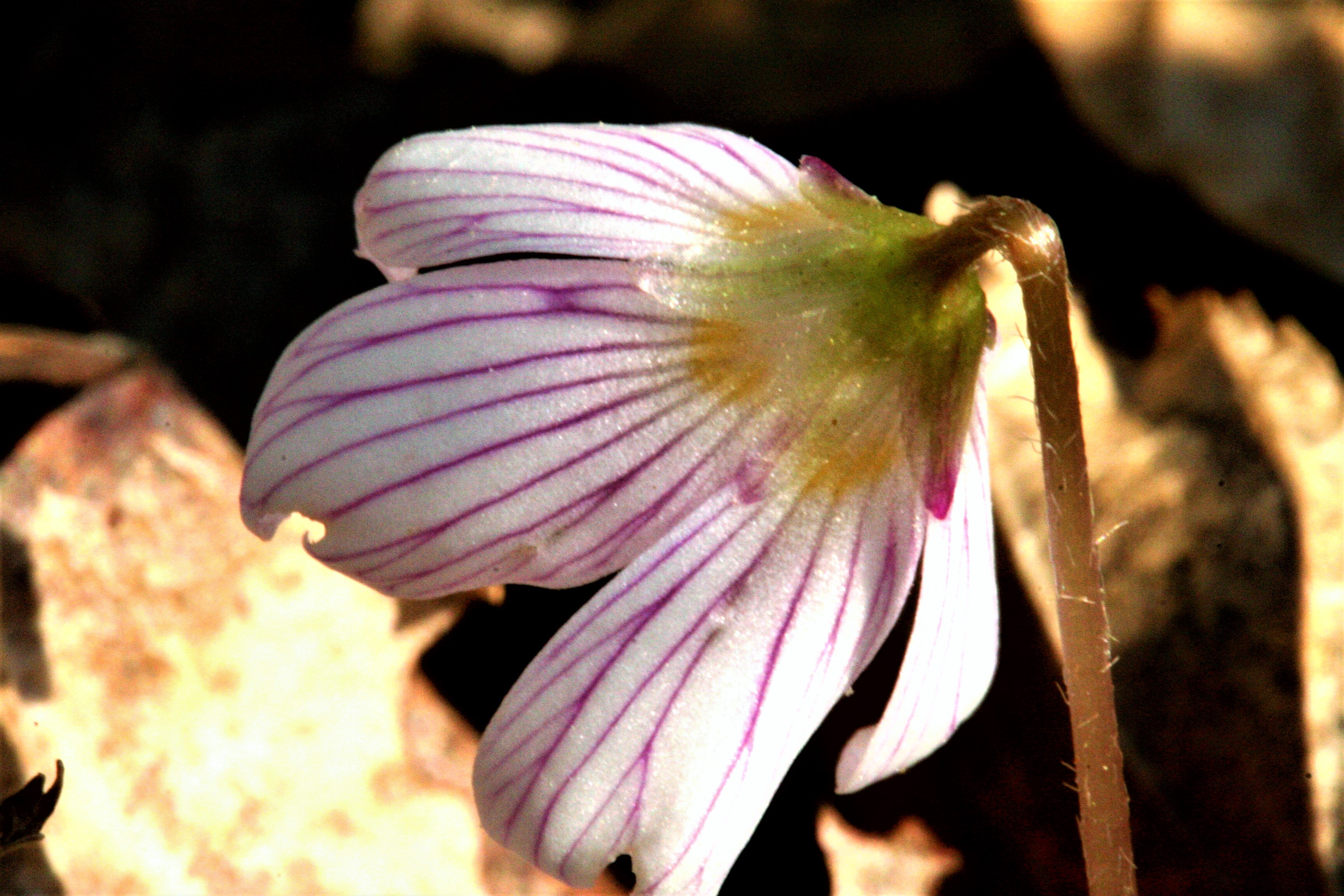
I sepali del fiore
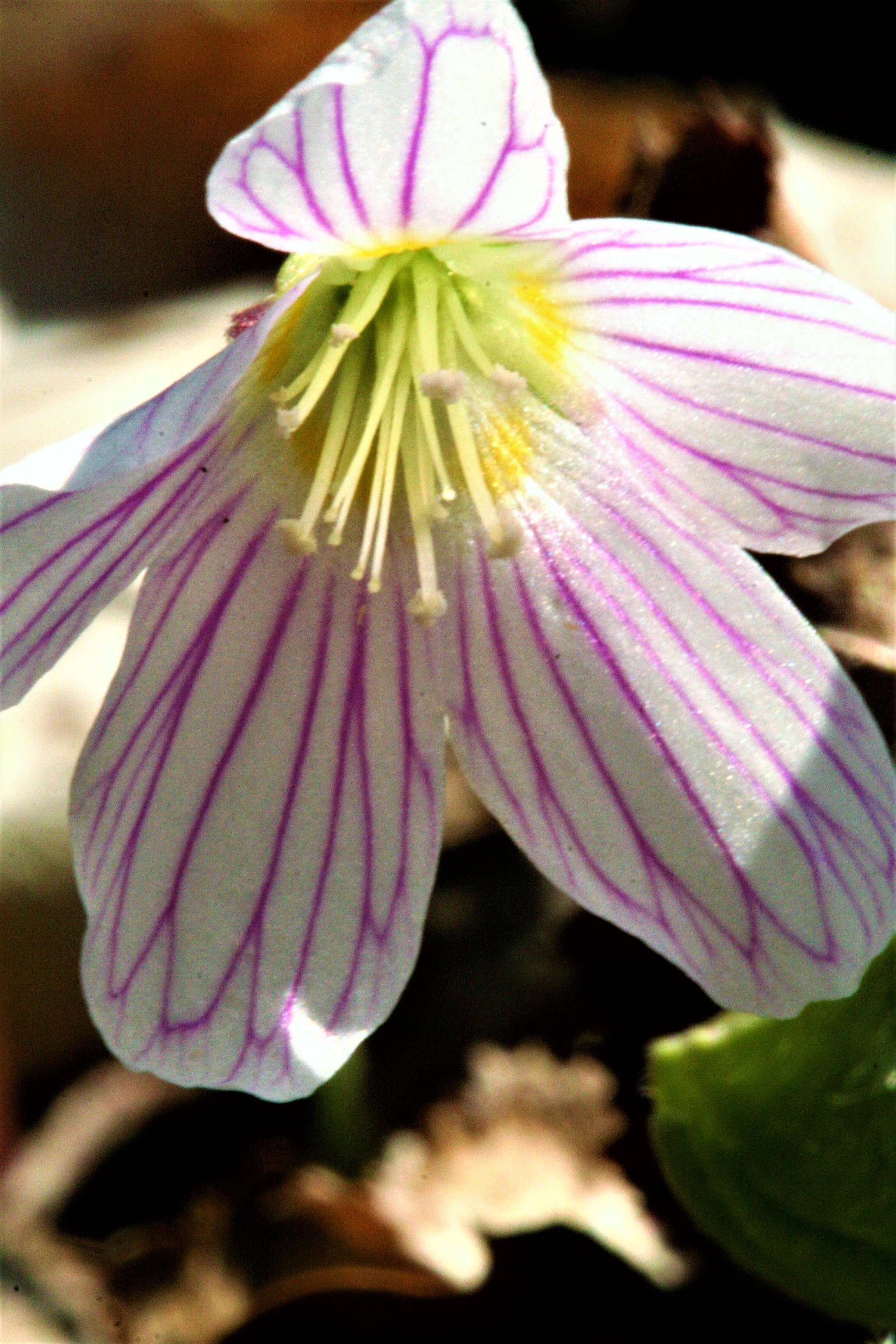
I petali del fiore con stami e pistilli
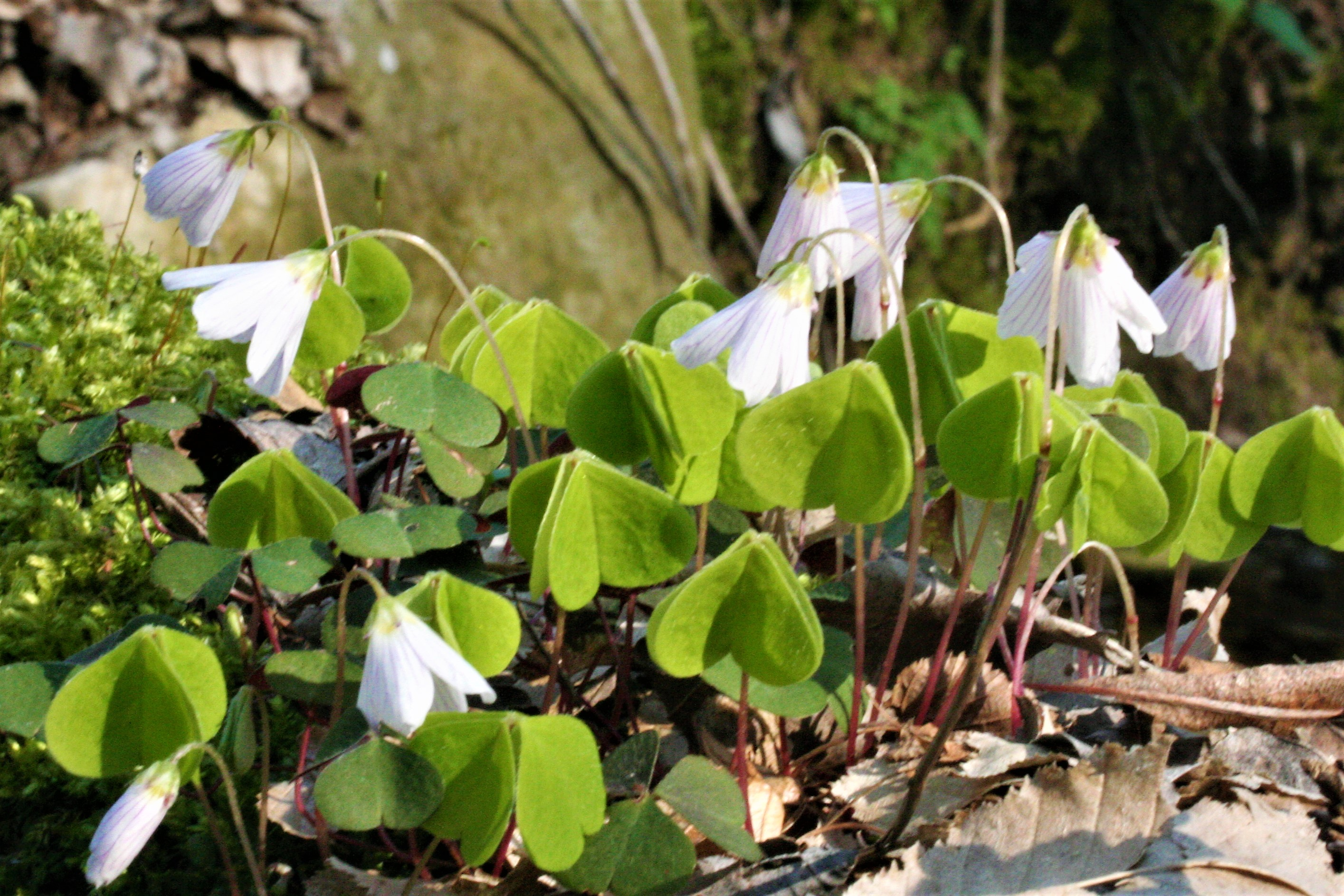
Fiore in disposizione chiusa
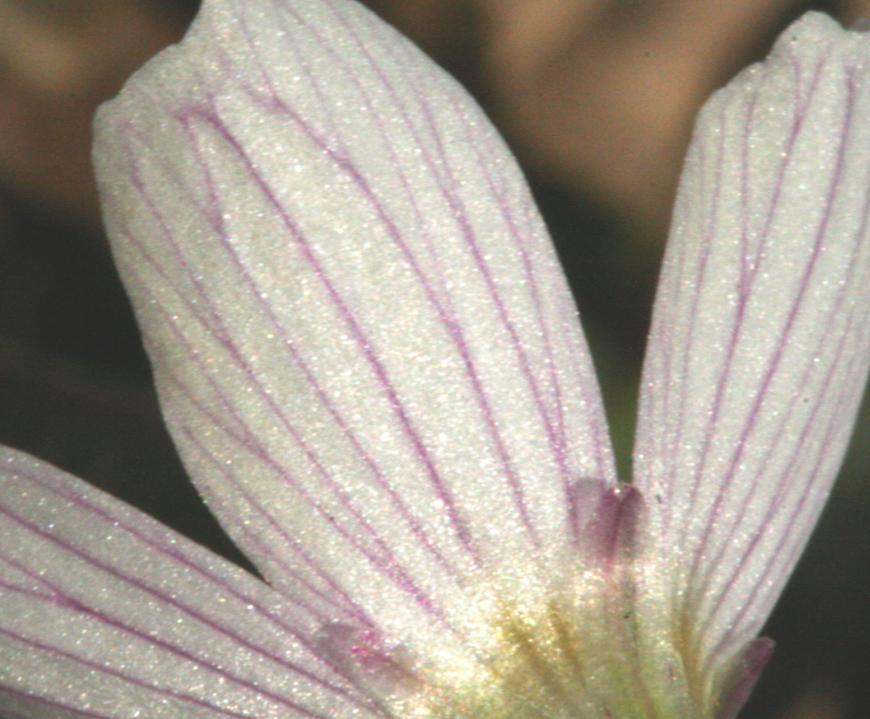
Le venature porporine dei petali

I fiori ermafroditi, basali, pentameri, attinomorfi e dialipetali, sono lungamente peduncolati. Il calice ha 5 sepali liberi, lunghi 4–5 mm strettamente ovati (ellittici) e smussati. La corolla è formata da 5 petali spatolati lunghi 10–16 mm di colore bianco (può essere anche rosa) con delle striature longitudinali violette-porporine che verso la base divengono giallognole o rosate. I 5 petali possono essere lievemente saldati fra di loro alla base. Gli stami sono 10: metà lunghi e metà corti. L'ovario è supero a 5 carpelli. L'impollinazione avviene tramite insetti (api, mosche e insetti notturni); è quindi entomofila. Questo tipo di impollinazione avviene in Primavera nella fase iniziale di vita della pianta ed è caratterizzata da una produzione molto esigua di semi; ma successivamente (in Estate) si attua una seconda fecondazione interna (le antere trasferiscono il polline direttamente sullo stigma) si ha quindi una fase di autoimpollinazione molto più proficua quanto a produzione di semi per la nascita di piante successive. Fioritura: aprile - giugno.
Come le foglie così anche i petali del fiore possono contrarsi in certe condizioni. Di notte, o con tempo piovoso, i petali, infatti, si rinchiudono uno sull'altro. Tutto il fiore così sembra una piccola campana pendula.

### Frutti
I frutti sono raccolti in una capsula avente cinque cavità (a forma pentagonale) lunga 4–10 mm e contenente ciascuna uno o due semi immersi in una sostanza mucillaginosa (questo tipo di capsula si definisce come ovoide loculicida). Alla maturazione i semi vengono spinti attraverso una fessura elastica molto stretta che scattando di colpo li lancia anche con forza a distanze ragguardevoli.

## Distribuzione e habitat
Il tipo corologico di Oxalis acetosella è definito come "circumboreale", quindi è una pianta tipica delle zone temperate fredde dell'Eurosiberia e Nord America. In Italia si trova in prevalenza nelle zone ombrose (boschi) ed umide, ma anche pedemontane con particolare concentrazione nell'Italia settentrionale. Vegeta dal piano sino a 2000 m s.l.m. Non si trova nelle isole e zone litoranee.
Altrove è presente in Europa, Asia (fino in Giappone) e America settentrionale.
Predilige un terreno fertile e ricco di humus, ma anche boschivo (carpini e faggi) e comunque esposto a Nord. Non ha bisogno di molta luce, per questo è definita come pianta sciafila.

## Tassonomia
Il Sistema Cronquist assegna la famiglia delle Oxalidaceae all'ordine Geraniales mentre la moderna classificazione APG la colloca nell'ordine Oxalidales.

## Usi
L'acido ossalico e gli ossalati contenuti nella pianta possono arrecare gravi danni nel caso se ne ingerisca una quantità eccessiva. Da evitarsi per chi soffre di gotta, artriti, litiasi.

### Farmacia
È usata in erboristeria come depurante, diuretico, rinfrescante, facendone un decotto di 20 g di foglie fresche in 1 l d'acqua e bevendone massimo due tazze al giorno. Le foglie se masticate disinfettano il cavo orale. Similmente all'acetosa è considerata un buon rimedio per dermatosi e ascessi (applicando le foglie dello stesso decotto precedentemente descritto), decongestionante e febbrifugo. Il decotto della radice (20 g in 1 l d'acqua) bevendone due tazze al giorno rende più elastica la pelle. La pianta viene utilizzata fresca poiché essiccandola perde molte delle sue proprietà. I suoi principi attivi sono gli ossalati e gli antrachinoni. La pianta contiene tra l'altro acido ascorbico (vitamina C).

### Industria
Nell'industria è usata per ricavarne un ottimo sbiancante delle macchie d'inchiostro e ruggine. Può essere usato anche come disincrostante per i radiatori delle automobili e in genere per lucidare oggetti metallici come rame e bronzo. Quest'ultimo composto veniva preparato dai droghieri - artigiani di una volta e si chiamava sale di acetosa.

### Cucina
Anticamente (nel Medioevo) si usava come condimento. Al pari dell'acetosa arricchisce di sapore verdure e minestre. Dalle foglie si può ricavare una bevanda dissetante (quasi una limonata). Le radici possono essere usate come gli asparagi. Attualmente nell'America del Sud (Perù) si possono trovare nei mercati diversi tuberi di alcune specie di questo genere (Oxalis crenata - chiamata anche Oxalis tuberosa). I tuberi devono però rimanere esposti al sole per diversi giorni perché lo sgradevole sapore acido si trasformi in un sapore più gradevole, quasi dolce.
In tutti i casi si deve usare questa pianta con parsimonia in quanto contiene l'acido ossalico (come sale di potassio) che può provocare danni ai reni, fino alla morte.
Al sopraggiungere di temporali le foglie dell'acetosella si chiudono indicando l'arrivo della pioggia.

## Galleria d'immagini

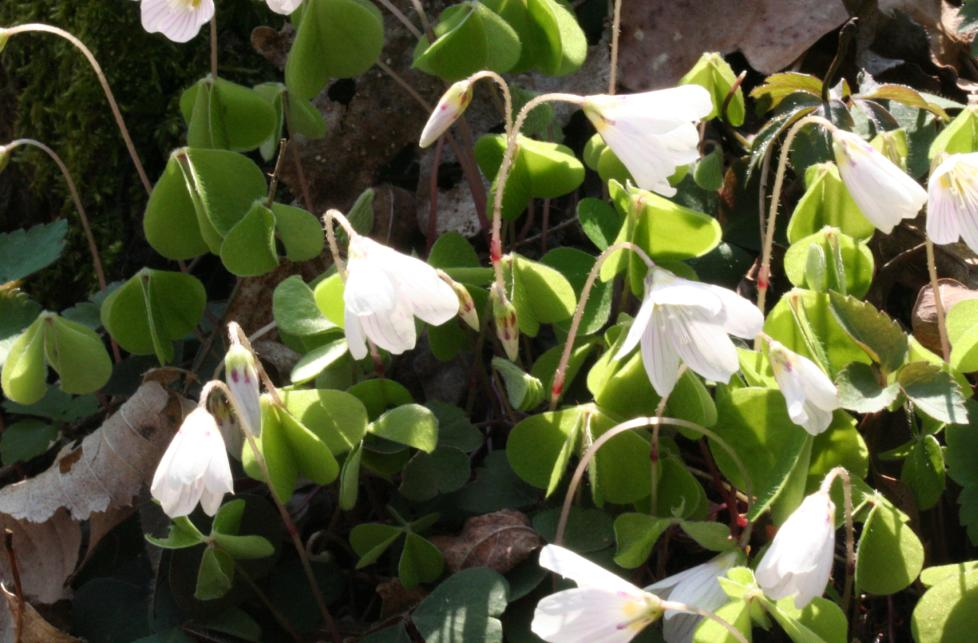
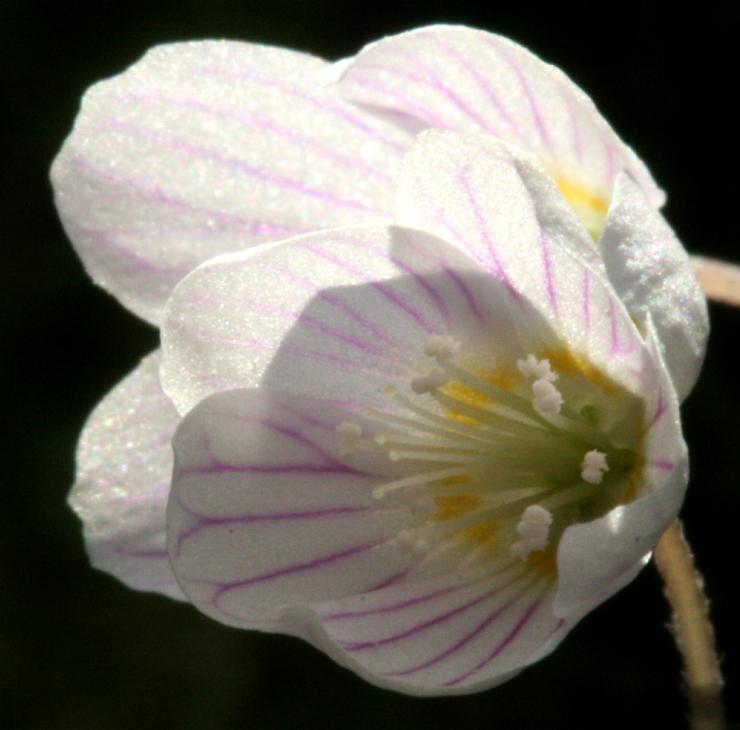
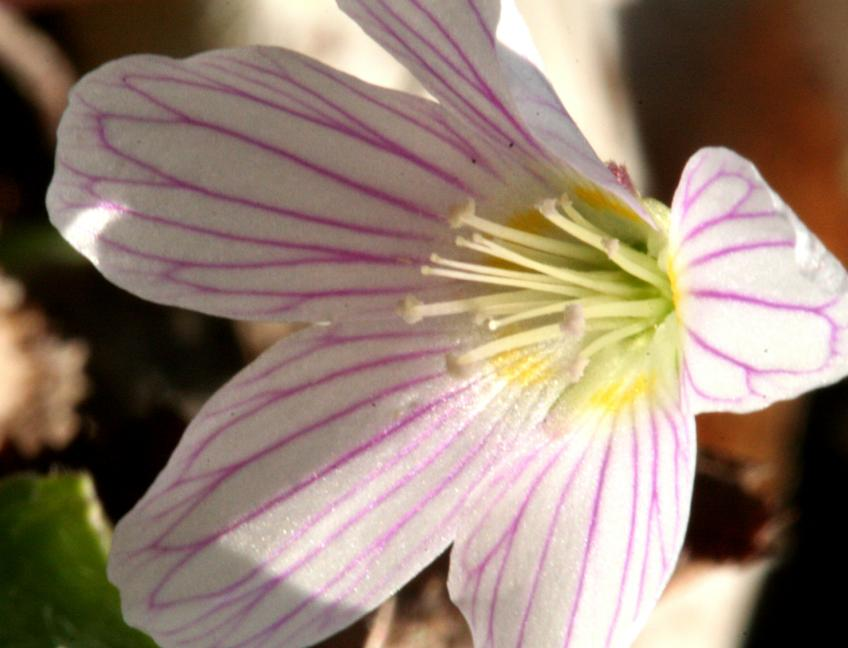
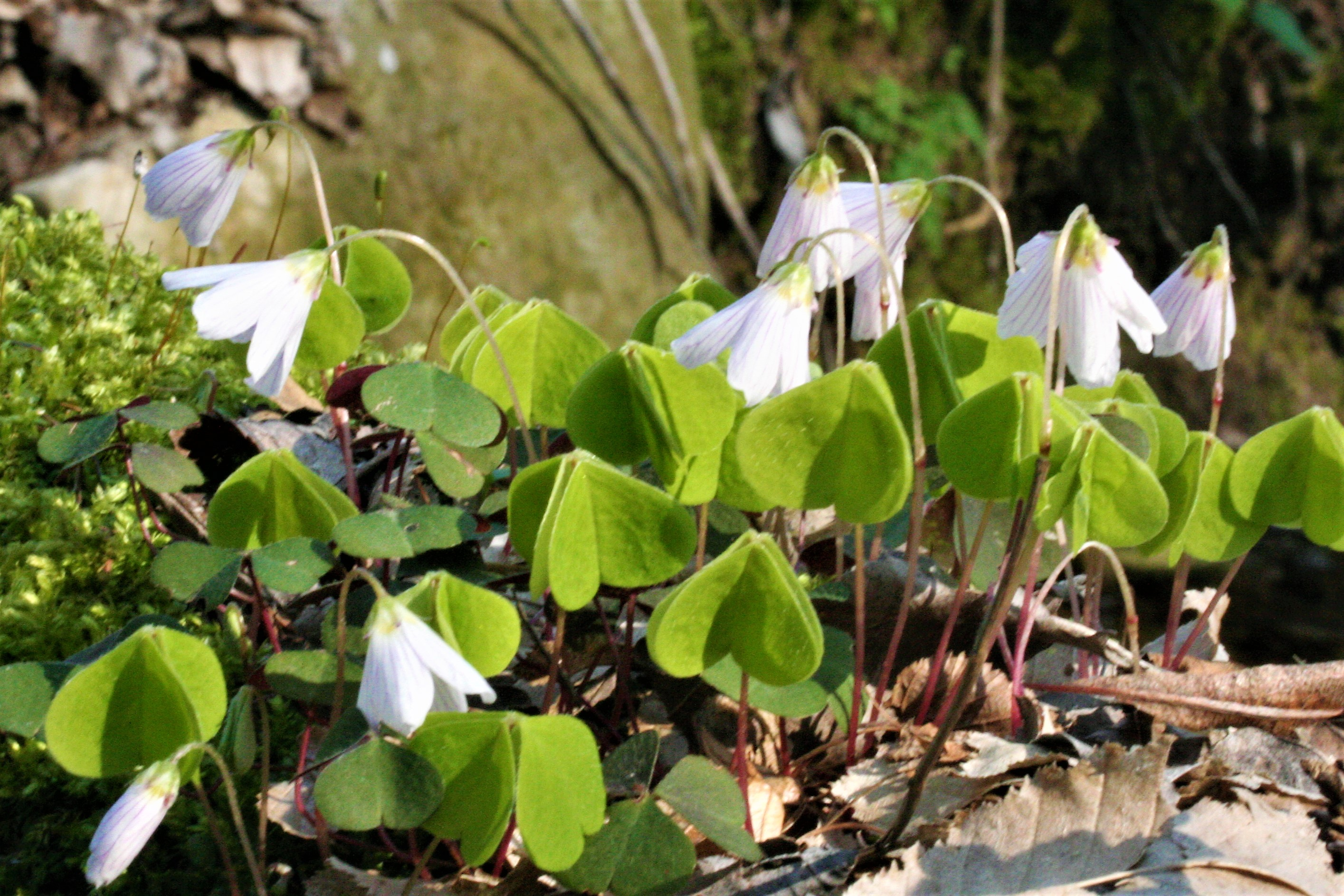
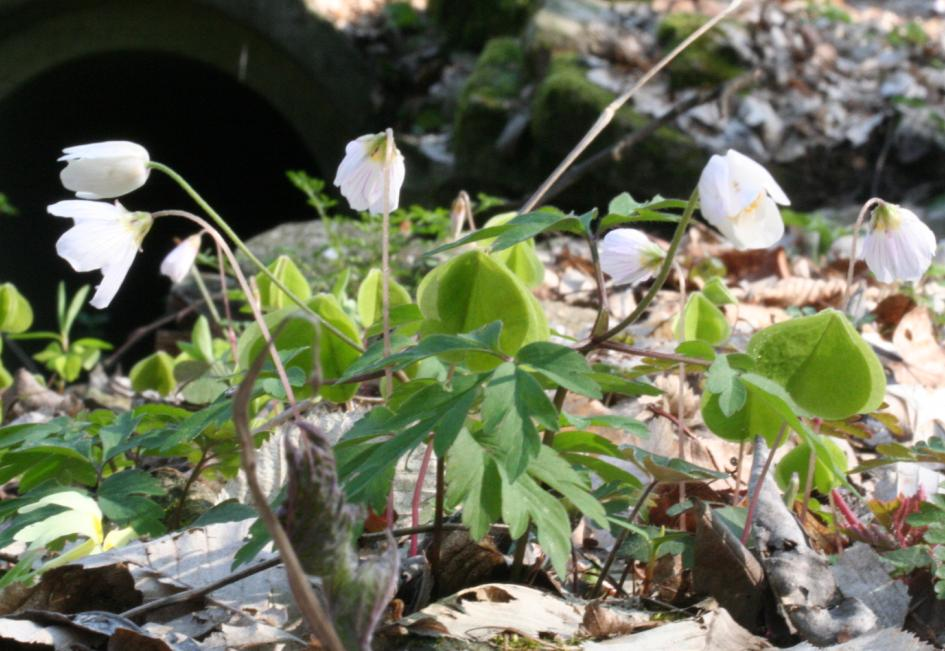